# Austroglossus microlepis
Austroglossus microlepis är en fiskart som först beskrevs av Bleeker, 1863.  Austroglossus microlepis ingår i släktet Austroglossus och familjen tungefiskar. IUCN kategoriserar arten globalt som otillräckligt studerad. Inga underarter finns listade.

## Bildgalleri

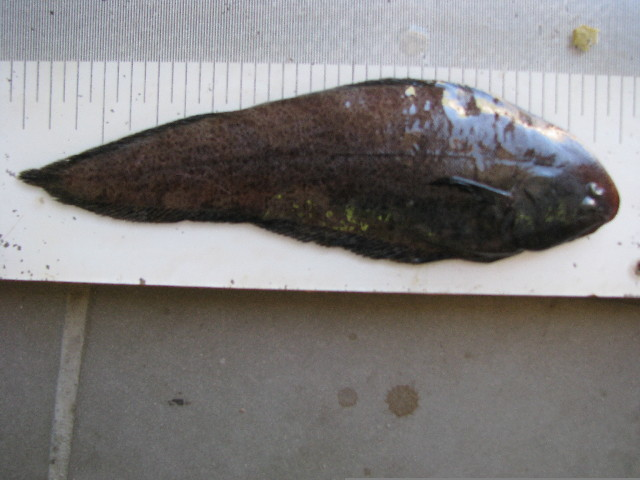